# Джон Аркілла
Джон Аркілла (англ. John Arquilla), (1954 р.) - американський військовий аналітик, один із провідних теоретиків мережевої та інформаційної війни рубежу ХХ- ХХІ століть. 

## Біографічні дані
Народився 5 вересня 1954 року в передмісті Чикаго Оак-Парк (Oak Park), штат Іллінойс. Навчався у Rosary College, який закінчив у 1975 році, здобувши бакалаврський ступінь. У 1986 році здобув ступінь магістра у Стенфордському університеті. З 1989 (до 2003) року працював співробітником аналітичного центру RAND. В 1991 році у Стенфордському університеті здобув ступінь доктора. Під час війни у Перській затоці (операція “Буря у пустелі”) 1991 року, консультував командувача, очолюваних Сполученими Штатами, об’єднаних сил генерала Нормана Шварцкопфа. В подальшому, з 1993,  викладав курси присвячені спеціальним операціям, національній безпеці та оборонній аналітиці у аспірантурі Американської Військово-Морської школи (United States Naval Postgraduate School). Під час війни у Косово допомагав у розробці міжнародної інформаційної стратегії заступнику міністра оборони США Джону Хамрі. З 2001 по 2006 роки, працював одним із радників Міністра оборони США Дональда Рамсфельда

## Внесок
Джон Аркілла став відомим завдяки своїм роботам з теорії кібервійни (англ. cyberwar) та мережевої війни (англ. netwar). Він був одним із перших військових аналітиків, котрі звернули увагу на можливості противника вражати комп’ютеризовані системи оборони, наслідком чого може стати втрата здатності ефективно управляти військами. Крім того Аркілла звернув увагу на більшу ефективність мережі невеликих самокерованих груп у порівнянні із традиційною вертикально інтегрованою, ієрархічною системою командування. В подальшому, обидві концепції підтвердили свою реалістичність та ефективність і стали невід’ємними елементами військових стратегій розвинених країн. Розробки у сфері кібервійни беруть свій початок ще із 1980-х, та отримали додаткових стимул із досвіду операції “Буря в пустелі”, коли удари високоточної зброї по вибраних цілях дозволили отримати союзникам дуже швидку перемогу над Саддамом Хусейном. Позитивно оцінюючи стратегію кампанії, Аркілла, тим не менше, вказував на велику вразливість комп’ютеризованих технологій, котрі можуть стати жертвами хакерських атак.
З початку 1990-х Аркілла розвиває тематику мережевої війни. На прикладі аналізу розростання партизанського руху Сапатисти у Південній Мексиці він демонструє високу ефективність військових дій, здійснюваних невеликими групами із високим ступенем свободи у прийнятті рішень. Такі військові сили мотивуються лише загальним усвідомленням мети своєї діяльності та можуть на власний розсуд приймати рішення про свої поточні дії. Вивчення такого типу мережевої стратегії стало особливо важливим у зв’язку із зростанням терористичної активності таких організацій як Аль-Каїда та Хізболла. Аркілла наголошує на феномені “роїння” як унікальної здатності мереж об’єднуватись та роз’єднуватись, утворюючи різні концентрації сили у необхідних випадках.

## Інформаційна піраміда
Дослідження мережевих війн, які проводив Аркілла, були тісно зв’язані із поняттями комунікації та інформації. В рамках пошуків структуризації знань із впливу інформації на поведінку великих мас населення, передовсім тих які залучені у протистояння, була розроблена модель у вигляді піраміди із чотирьох рівнів. Найнижчий - базовий рівень, складають дані (англ. data), наступним є інформація (англ. information), далі знання (англ. knowledge), а завершує піраміду мудрість, або вченість (англ. wisdom). Сума елементів нижчого рівня на обов’язково творить явища вищого. Так сума даних не обов’язково творить інформацію, а набір інформації не обов’язково творить знання. Перехід на вищий рівень відбувається лише внаслідок інтелектуальної інтерпретації,  Той, хто у інформаційній війні першим піднімається на вищий ступінь - отримує перевагу перед противником.

## Основні праці
- Afghan Endgames: Strategy and Policy Choices for America’s Longest War (2012).
- Insurgents, Raiders, and Bandits: How Masters of Irregular Warfare Have Shaped Our World (2011);
- Worst Enemy: The Reluctant Transformation of the American Military (2008)
- Information Strategy and Warfare (2007)
- The Reagan Imprint: Ideas in American Foreign Policy from the Collapse of Communism to the War on Terror(2006)
- Networks and Netwars: The Future of Terror, Crime, and Militancy (NDRI, 2001)
- In Athena's Camp: Preparing for Conflict in the Information Age (RAND, 1997)
- From Troy to Entebbe: Special Operations in Ancient & Modern Times (1996);
- Dubious Battles: Aggression, Defeat and the International System (1992);